# Sean Clare
Sean James Kweku Clare (Londra, 18 settembre 1996) è un calciatore inglese, centrocampista del Leyton Orient.

## Carriera
Ha giocato nella prima divisione scozzese e nella seconda divisione inglese.